# Karlheinz Sommer
Karlheinz Sommer (* 23. März 1907 in Neukirch, Ostpreußen; † 18. Juli 1989 in Berlin) war ein deutscher Gynäkologe.
Sommer war (während und) nach seinem Studium der Medizin an den Universitäten Königsberg und Berlin seit 1930 im Sanitätsdienst der Reichsmarine tätig. Während des Zweiten Weltkriegs war er Marinestabsarzt. In dieser Funktion leitete er die geburtshilflich-gynäkologische Abteilung des 1939 fertiggestellten Marinehospitals Stralsund, dem heutigen Klinikum. 1944 habilitierte er sich in Leipzig. Im Mai 1945 wurde unter seiner Leitung der Übergang von der Verwundetenbetreuung zu den Anfängen einer geburtshilflich-gynäkologischen Versorgung der Bevölkerung Stralsunds bewältigt. Bis 1947 war er Dozent an der Ernst-Moritz-Arndt-Universität Greifswald. Sommer folgte 1947 seinem Kieler Mentor Robert Schröter an die Universität Leipzig, wo er u. a. als Professor mit Lehrauftrag (1950), mit vollem Lehrauftrag (1951) unterrichtete. In dieser Zeit war er Gynäkologischer Chefarzt der Universitäts-Frauenklinik (Triersches Institut). 1954 übernahm er die Leitung der Frauenklinik 2 der neu errichteten Medizinischen Akademie Magdeburg. Sein Nachfolger wurde Wilfried Möbius aus Leipzig.
Sommer wurde 1956 als Ordinarius und Nachfolger von Gustav Mestwerdt (1910–1979) an die Martin-Luther-Universität Halle-Wittenberg berufen, wo er bis 1965 tätig war. Von 1958 bis 1960 und von 1962 bis 1964 war er Dekan der Medizinischen Fakultät der Universität. Seit 1965 war er Direktor des Zentralinstituts für Verkehrsmedizin der DDR in Berlin.
Sommer war gemeinsam mit Helmut Kyank einer der bedeutendsten Lehrbuchautoren des Fachgebietes Gynäkologie und Geburtshilfe in der DDR. Er war Mitglied der Deutschen Akademie der Naturforscher Leopoldina und wurde 1982 als Altpräsidialmitglied mit deren Verdienstmedaille ausgezeichnet.
Im Jahr 1965 folgte er seiner Frau Elisabeth Rose-Sommer, einer erfolgreichen Sopranistin, die er am Theater Stralsund kennengelernt hatte, nach Berlin, wo er 1989 im Alter von 82 Jahren starb.

## Schriften (Auswahl)
- mit Helmut Kyank (Hrsg.): Lehrbuch der Gynäkologie.  Georg Thieme, Leipzig, 1969
- mit Egon Bernoth und H. Opitz: Untersuchungen der mechanischen Eigenschaften der menschlichen Eihaut nach vor- und rechtzeitigem Blasensprung. Arch Gynaecol Obstet 192 (1960),:365-78, doi:10.1007/BF00669890, PMID 13799805
- Risiken der Entbindung für das Kind und deren Vermeidung. Z Ärztl Fortbild (Jena). 56 (1962), 948-50, PMID 13978188
- Über die perinatale Mortalität. Dtsch Gesundheitsw 14 (1959), 1034-6, PMID 13832766
- Wehen und perinatale Mortalität. Kinderarztl Prax (1953), 1–10, PMID 13192916
- Die Gonorrhöe der Frau. Ein Leitfaden für die Praxis. Thieme, Leipzig 1939
- Über die Recklinghausensche Krankheit. Diss. Univ. Berlin 1933